# Johann Sötefleisch der Ältere
Johann Sötefleisch der Ältere (* 16. Oktober 1552 in Seesen; † 19. Mai 1620 in Wunstorf) war ein deutscher lutherischer Theologe.

## Leben
Sötefleisch besuchte die Schulen in Seesen, Hildesheim, Braunschweig und Goslar. 1569 erhielt er von Herzog Julius von Braunschweig-Wolfenbüttel ein Stipendium, setzte damit seine Ausbildung im Kloster Riddagshausen und 1571 am Pädagogium in Gandersheim fort, wo er auch Kantor wurde. 1574 begann er sein Studium an der Universität Helmstedt und war 1575 Kantor in Dannenberg (Elbe). 1576 kehrte er mit zwei jungen Adligen an die Universität Helmstedt zurück, wo er am 25. April 1577 den akademischen Grad eines Magisters erwarb.
Nachdem er Rektor in Burg (bei Magdeburg) geworden war, wurde er 1579 in Helmstedt Professor der griechischen Sprache. Am 8. Februar 1581 übernahm er die Professur der Dialektik und Ethik und war zweimal Dekan der philosophischen Fakultät. 1587 wurde er Nachfolger von Tilemann Hesshus als Professor der Theologie, unternahm in jenem Amt 1588 die Generalvisitationen des Fürstentums und der Grafschaft Hoya. 1589 wurde er Generalsuperintendent des Landes Göttingen in Münden. 1600 wurde er nach Uslar als Generalsuperintendent versetzt und wurde 1608 Generalsuperintendent zwischen Deister und Leine und der Grafschaft Hoya. Er trat den Katholiken, Calvinisten, Metaphysten und anderen Sondergruppen entgegen. Sein Katechismus hat in Niedersachsen weite Verbreitung gefunden (siehe etwa Geschichte des bremisch-verdischen Katechismus).
Aus seiner 1582 geschlossenen Ehe sind vier Söhne und fünf Töchter hervorgegangen. Sein Sohn Johann Sötefleisch der Jüngere (1591–1651) erlangte ebenfalls Bedeutung.

## Weblink
- Druckschriften von und über Johann Sötefleisch der Ältere im VD 17.

| Personendaten    | Personendaten                    |
| ---------------- | -------------------------------- |
| NAME             | Sötefleisch, Johann der Ältere   |
| ALTERNATIVNAMEN  | Sötefleisch, Johann              |
| KURZBESCHREIBUNG | deutscher evangelischer Theologe |
| GEBURTSDATUM     | 16. Oktober 1552                 |
| GEBURTSORT       | Seesen                           |
| STERBEDATUM      | 19. Mai 1620                     |
| STERBEORT        | Wunstorf                         |